# Karl Sheppard
Karl Sheppard, né le 14 février 1991 à Dublin en Irlande, est un joueur professionnel de football. Il remporte deux titres de champion d'irlande avec le Shamrock Rovers Football Club puis le Cork City Football Club.

## Carrière
Karl Sheppard commence le football dans les équipes scolaires du Kilmarnock AFC avant de s’engager avec un des grands clubs de Dublin le Shelbourne Football Club avec lequel il dispute le championnat d’Irlande scolaire. En juin il est recruté par le club anglais Everton Football Club dont il intègre le centre de formation.

### Galway United
En février 2010, Sheppard signe son premier contrat professionnel avec Galway United Football Club. Il dispute son premier match de championnat d’Irlande à Richmond Park. Son but marqué en avril et son activité incessante sur le front de l’attaque galwégienne lui font remporter le titre de meilleur  joueur du championnat pour le mois d’avril. Lors de son dernier match sous les couleurs de Galway, Sheppard marque le but de la victoire lors des barrages de relégation, permettant à son club de rester une saison de plus en première division.

### Shamrock Rovers
En janvier 2011, Karl Sheppard aux Shamrock Rovers Football Club, le club champion d’Irlande en titre. Il remporte alors son premier trophée avec la Setanta Sports Cup 2011, disputant les cinq matchs de la compétition et marquant trois buts.
En août 2011, il aide les Shamrock Rovers à entrer dans l’histoire du football irlandais en devenant la première équipe irlandaise à participer à une phase de poule d’une compétition européenne, la Ligue Europa 2011-2012 : c’est lui qui obtient le pénalty qui permet aux Rovers de s’imposer 3 buts à 2 sur l’ensemble des deux matchs contre le Partizan Belgrade. Lors de la phase de groupe, il marque un nouveau but contre le PAOK Salonique.
En novembre 2011, il devient champion d'Irlande avec les Shamrock Rovers qui remportent pour l'occasion leur deuxième titre de champion consécutif.

### Reading
Le 12 janvier 2012, il est transféré sans indemnité au club anglais de Reading où il signe un contrat de deux ans et demi.

## Carrière internationale
Alors qu’il évolue à Shelbourne FC, Karl Sheppard est sélectionné en équipe de république d’Irlande des moins de 16 ans. Il dispute le tournoi de Montaigu en 2007 et marque le cinquième but de la victoire irlandaise sur le Japon. Sheppard représente aussi son pays lors de la phase qualificative du championnat d’Europe des moins de 17 ans 2008, campagne au cours de laquelle il marque un but.
Lors de la phase finale du championnat d’Europe des moins de 19 ans disputée en Ukraine en 2010, Sheppard dispute les trois matchs du premier tour.
Il est ensuite sélectionné pour le match amical organisé pour l’inauguration de l’Aviva Stadium en août 2010. Ce match oppose l’équipe anglaise de Manchester United à une sélection dénommée  Airtricity League XI  et formée exclusivement de joueurs disputant le championnat d’Irlande. Manchester remporte le match sur le score de 7 buts à 1.
En septembre 2010, Karl Sheppard connait sa première sélection en équipe de la république d'Irlande espoirs de football pour le match qualificatif au championnat d’Europe 2011 de la catégorie contre la Turquie. Il ne rentre pas sur le terrain. Il obtient néanmoins sa première cap en novembre en jouant avec l’équipe espoirs contre le Liechtenstein.

## Palmarès
- Shamrock Rovers
  - Champion d'Irlande 2011
  - Vainqueur de la Setanta Sports Cup 2011

- Cork City FC
  - Champion d'Irlande 2017